# Reforma cisneriana
Reforma cisneriana o Reforma de Cisneros es el nombre con el que la historiografía designa a un conjunto de reformas, centradas en el ámbito eclesiástico, que acometió el Cardenal Francisco Jiménez de Cisneros, confesor real de Isabel la Católica, arzobispo de Toledo, inquisidor general y regente de Castilla.

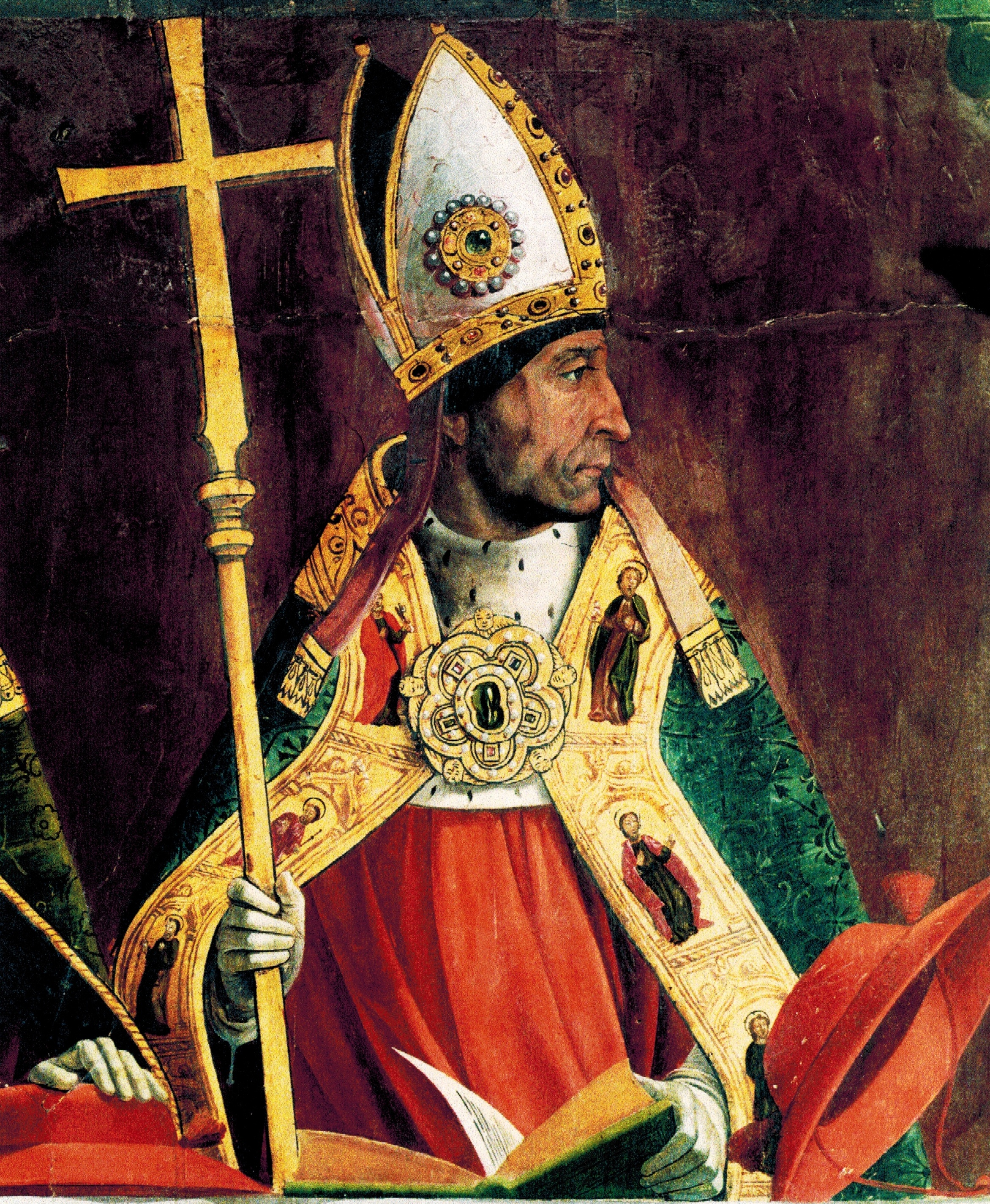
Retrato del cardenal Cisneros.

## Historia
La necesidad de reforma de la Iglesia era ampliamente compartida por los ambientes humanistas de finales del siglo XV y comienzos del siglo XVI.
Las reformas de Cisneros, que contó con la total confianza de los Reyes Católicos, no significaron ningún tipo de cambio teológico, como el que poco tiempo después significó la Reforma luterana (Cisneros muere en 1517, a pocos días de que Lutero diera a conocer sus tesis de Wittenberg), sino una reorganización institucional o reforma del clero, tanto del regular como del secular, que convirtió a la Iglesia española en un mecanismo disciplinado, estrechamente vinculado a la política y los intereses de la Monarquía hispánica durante todo el Antiguo Régimen.

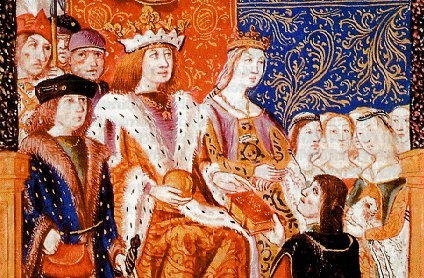
Los Reyes Católicos Isabel de Castilla y Fernando de Aragón.

La obra reformista de Cisneros comenzó con la de la Orden Franciscana, de la que fue nombrado provincial.
Posteriormente, como arzobispo de Toledo, acometió la refundación de la Universidad de Alcalá (1508), que se transformó en un modelo de formación y reproducción de la élite dirigente, tanto en la burocracia de la monarquía como en la Iglesia.
Las reformas de Cisneros en el ámbito de la liturgia afectaron al denominado rito hispano o mozárabe, incluyendo sus manifestaciones artísticas (canto mozárabe).
El programa reformista también incluyó, con el propósito de reavivar la religiosidad popular, la traducción al castellano de obras selectas de la teología, así como de la Biblia (especialmente de las Epístolas y los Evangelios). Una obra ambiciosísima, la Biblia Políglota Complutense (en hebreo, latín y griego), no llegó a tener la difusión esperada.

## Cisnerianismo
A veces se emplea en la bibliografía el término cisnerianismo para designar al movimiento de reforma eclesiástica de la época de los Reyes Católicos, que consiguieron la necesaria aquiescencia del papado, en una coyuntura histórica que la sede romana estaba ocupada por papas pro-españoles, y en que las embajadas españolas (Conde de Tendilla, 1486, Conde de Haro, 1493) eran prontamente atendidas.
La consecución del patronato regio significó la subordinación del clero a la Monarquía Hispánica: la preeminencia de la justicia real sobre la eclesiástica, la exclusión de extranjeros en los nombramientos y, especialmente, la consecución del derecho de presentación, que permitía a los reyes el control del nombramiento de los obispos. Las bulas alejandrinas determinaron que el control de la monarquía sobre la Iglesia en el Nuevo Mundo fuera incluso más estrecho.
También las órdenes religiosas fueron reformadas. No sólo la orden franciscana a la que pertenecía Cisneros, sino también los dominicos, los agustinos y otras.
Además del propio cardenal, otras figuras destacaron como reformistas, aunque su cercanía a la figura de Cisneros fuera mayor o menor: Juan de Vergara (su secretario en sus dos últimos años de vida), fray Juan de la Puebla y fray Juan de Guadalupe (franciscanos), fray Hernando de Talavera, fray Diego de Deza, Juan de Castilla (obispo de Salamanca), Sancho de Aceves (obispo de Astorga), fray Pascual de Ampudia (obispo de Burgos), o Juan Arias Dávila (obispo de Segovia).
Se ha señalado la relación entre el cisnerianismo y movimientos posteriores de muy distinta naturaleza, como la revuelta comunera, el erasmismo, los alumbrados y la escuela ascética española.

## Las reformas del abad Cisneros en Montserrat
No conviene confundir las reformas de Cisneros con la reforma del Monasterio de Montserrat que llevó a cabo el abad García Giménez de Cisneros (hermano menor del cardenal Cisneros) desde su nombramiento como prior el 3 de julio de 1493, tras la anexión del monasterio catalán al de San Benito el Real de Valladolid.